# Iglesia de San Juan de Dios (Bogotá)
La iglesia de San Juan de Dios es una iglesia edificada entre 1723 y 1739 por la Orden Hospitalaria de San Juan de Dios. Se encuentra situada en la carrera Décima de Bogotá, formando ángulo con la calle Doce.

## Historia
Perteneció al hospital de San Juan de Dios, que llegó a ocupar tres cuartos de la manzana en la que se encuentra. 
Al oriente del atrio se levantaba una de las torres más elevadas de la ciudad, la cual sin embargo se vino abajo en el terremoto de 1743, siendo sustituida por otra de menor altura. A finales del siglo XVIII se realizaron trabajos en su interior dirigidos por Domingo de Petrés.
A mediados del siglo XX se trazó por su costado occidental la carrera Décima, que habría de modificar la zona en su conjunto.
Se encuentra cerca en el territorio de la Catedral Basílica Metropolitana de Bogotá y Primada de Colombia y cerca del Monasterio de la Inmaculada Concepción.

## Características

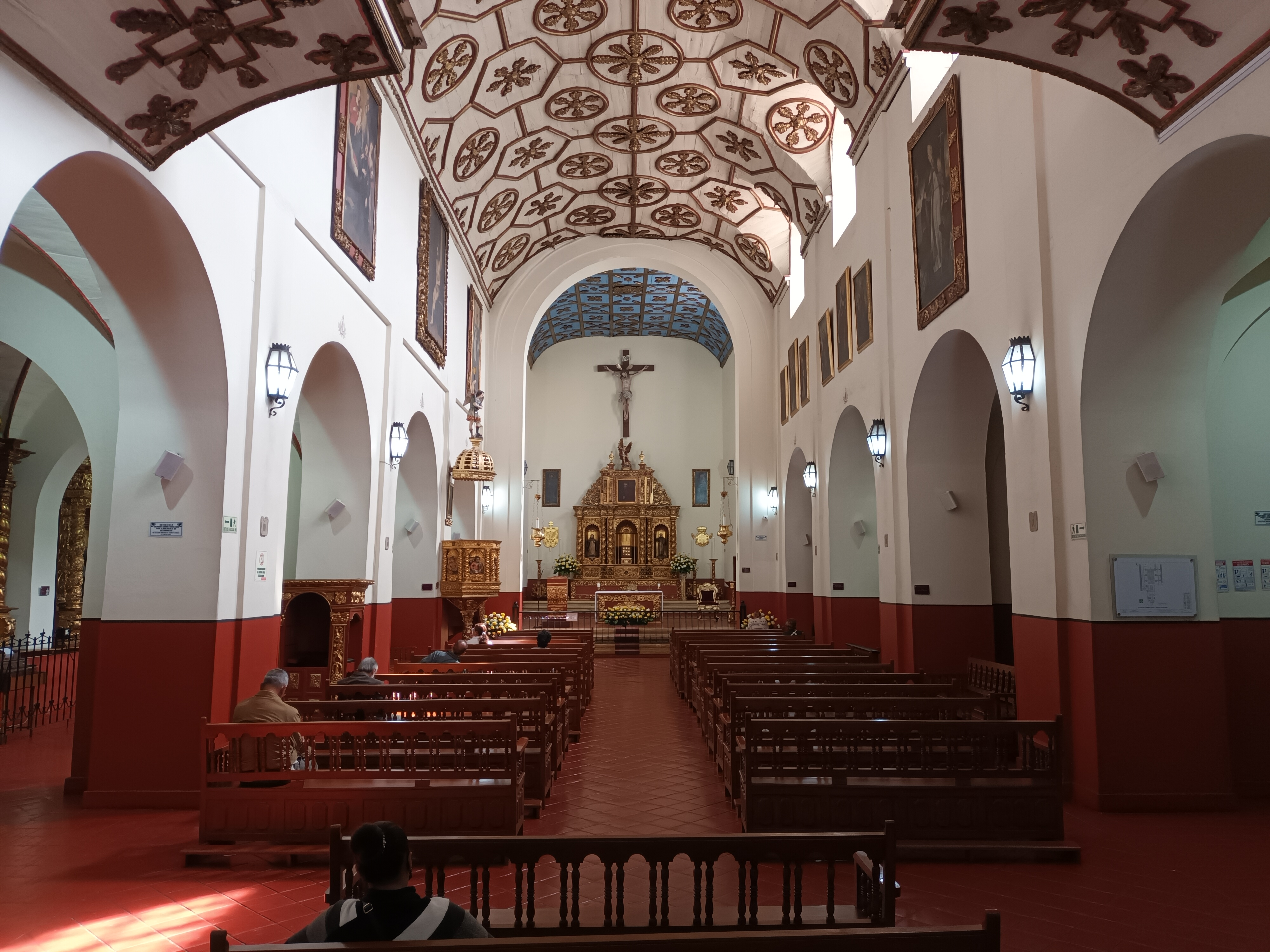
Nave central.

Cuenta con tres naves, con arcos de medio punto que conducen a capillas laterales intercomunicadas. Tiene un cielo raso de madera tallado y policromado. Su fachada se limita a una sencilla portal de piedra. Sobre la carrera Décima su costado es una simple pared.
Al altar principal, situado en la testera sur del edificio, lo sostienen cuatro columnas pareadas, modernas, de fustes lisos, con capiteles, sobre las cuales pasa una cornisa. En el segundo cuerpo del altar hay un óleo de San Juan de Dios. En su centro de se encuentra el sagrario. En el presbiterio hay un lienzo del tránsito de la Virgen del Carmen de Ricardo Acevedo Bernal. 